# Arceburgo
Arceburgo is een gemeente in de Braziliaanse deelstaat Minas Gerais. De gemeente telt 8.253 inwoners (schatting 2009).

## Aangrenzende gemeenten
De gemeente grenst aan Guaranésia, Monte Santo de Minas en Mococa (SP).